# Yaqub Sanu
Yaqub Sanu (în arabă:يعقوب صنوع, cunoscut și ca James Sanua چمس سانووا)
(9 ianuarie 1839 Cairo - 1912 Paris )  a fost un ziarist și dramaturg egiptean, evreu sefard de origine. Sanu a introdus teatrul modern în cultura arabă. A fost poreclit „Molière al Egiptului” și a semnat articolele sale satirice cu pseudonimul „Shekh Abu Naddara” (Șeicul cu ochelari)
Sanua era un poliglot, putând scrie în franceză, engleză, turcă, persană, ebraică, italiană și în araba literară și araba egipteană.

## Biografie
Jacob Sanu s-a născut la Cairo într-o familie de evrei. Numele său în ebraică era Yaacov ben Rafael Tzanúa.Mama sa era născută în Egipt, iar tatăl său, Rafael Sanua era originar din Italia.
Tatăl a lucrat în serviciul emirului Ahmed Pașa Yagen, nepot al lui Muhammad Ali. Când Yaqub a avut 13 ani el a scris o poezie în limba arabă pe care a recitat-o în fața emirului care nu și-a ascuns admirația pentru talentul copilului. Emirul l-a trimis să continue studiile în Italia, la Livorno, unde in 1853 Sanu a terminat studii de arte și literatură. Întors în Egipt în 1855, el a lucrat ca profesor particular al unor copii din familia khedivului Egiptului și din alte familii aristocrate, iar mai târziu ca profesor la Școala de Arte și Meserii din Cairo.

## Activitatea in domeniul teatrului
Începând din anul 1869 Sanua a scris 32 piese de teatru, de asemenea a adaptat piese de teatru pe care le-a tradus din engleză, franceză și italiană.
Din anul 1870 ele au fost puse în scenă la un teatru deschis cu sprijinul khedivului în cartierul Al Azbakiya, la nord-est de actuala piață Tahrir. A fost cel dintâi om de teatru egiptean care a angajat nu numai actori bărbați, ci și actrite. Spectacolele sale au avut un mare răsunet și au câștigat aprecierea khedivului Ismail Pașa, care l-a invitat pe Sanua să monteze piese de teatru la palatul regal și l-a poreclit „Moliére al Egiptului”.
Dar una dintre piese, intitulată „Patria și libertatea”, în care Sanua a criticat corupția regimului , a trezit mânia suveranului, care a ordonat închiderea teatrului. Tzanua a fost nevoit să plece vreme de doi ani în exil în Franța.
În 2001 a apărut în Egipt o carte care pune la îndoială contribuția lui Sanua ca „părinte al teatrului egiptean”. Cartea a alimentat o polemică care nu a luat sfârșit până în ziua de azi.

## Activitatea ziaristică și publică
Sanu, sau după pronunția ebraică a numelui, Sanua (în ebraică Tzanúa = „modest”) a scris în gazete egiptene în diverse limbi, mai ales în arabă și franceză. În anii 1870  el s-a distins ca ziarist satiric și naționalist, care nu a pregetat să ridiculizeze regimul khedivului și complicii săi britanici. În anul 1872 s-a aflat printre fondatorii a două cluburi științifice „Clubul progresului” și „Clubul amatorilor de știință” și a fost ales în fruntea lor.În 1874-1877 s-a aflat în Europa, unde a cercetat obiceiurile și modul de funcționare al societății și guvernării.
La 22 ianuarie 1877, cu încurajarea gânditorilor și teologilor reformiști Jamal ad-Din Al-Afghani și Muhammad Abduh, Sanua a înființat și scris revista satirică Abou Naddara ("أبو نضارة"), care a devenit curând populară în rândurile publicului instruit și chiar ale celor analfabeți cărora trebuia să li se citească articolele. Din cauza poziției gazetei, judecată liberală și revoluționară, ea a fost curând interzisă, iar redactorul și unicul autor al ei exilat. Între martie - aprilie 1877 au apărut 15 ediții, din care nu au mai rămas exemplare.  
La 22 iunie 1877 Sanua a fost nevoit iarăși să părăsească Egiptul la bordul vaporului „Freycinet” care a plecat din Alexandria cu direcția Marsilia. Exilat în Franța, Sanua și-a reluat activitatea jurnalistică și a reluat publicarea revistei, reprodusă litografic după manuscrisele sale în arabă și franceză. Litografierea era efectuată într-un magazin aflat într-o locație numită prin coincidență Passage du Caire (Pasajul Cairo) din arondismentul 2 al Parisului.
Publicația și-a schimbat de câteva ori denumirea, dar aproape întotdeauna era păstrat subtitlul Rehlat Abou Naddara Zar'a adică „Călătoriile Omului cu ochelari albaștri din Egipt la Paris.” 
Revista lui Sanua era prima in limba arabă care ilustrată cu caricaturi și viniete, însoțite de texte în franceză și arabă, și primul ziar folosind varianta egipteană vorbită a limbii arabe, diferită de araba literară.  
Revista a cunoscut o relativ largă difuzare în Egipt, unde, având un format mic, era introdusă ilegal în interiorul gazetelor străine de un format mai mare. 
Fiecare ediție a apărut în circa 3,300 exemplare.
Magazinul se ocupa în mod deosebit de situația politică și economică a Egiptului, având drept surse cunoștințe și amici ai lui Sanua din cercuri avizate și din administrația țării. În iulie 1879 Saturday Review of London a consacrat un articol foarte favorabil acestei publicații egiptene din exil, care este menționată și în mai multe  scrieri memorialistice din epocă.
După ocuparea Egiptului de către britanici, Sanua a accentuat linia politică anticolonialistă și patriotică, sub lozinca „Egiptul egiptenilor!”
Nu s-a mai intors in Egipt, afirmând ca nu va reveni atâta timp cât țara este sub stăpânire britanică.

## Piese de teatru
- Bursa Egiptului بورصة مصر
- Omul bolnav  العليل
- Abu Rida Albarbari și iubitul său Kaab Alhayr أبو ريدة البربرى ومعشوقته كعب الخير - la spectacolele cu această piesă a participat o actriță pe nume Matilda, una din cele două actrițe din ansamblul lui Sanua -primele actrițe din teatrul egiptean
- Loialitatea -  الصداقة
- Prințesa din Alexandria  'الأميرة الاسكندرانية
- Molière al Egiptului și ceea ce e dincolo de aceasta, موليير مصر وما يقاسيه  , piesă în două acte, inspirata de piesa lui Moliere, L'Impromptu de Versailles
- Dandy-ul din Egipt غندورة مصر
- Patria și libertatea الوطن والحرية (Al Watan wal hurriye), piesa care, se pare, a dus la închiderea teatrului lui Sanua în 1872
- Șeicul satuluiشيخ البلد  , piesa care se adresează părinților, rugându-i să se sfătuiască cu fetele lor în legătură cu căsătoria acestora
- Fumătorul de hașiș الحشاش
- Doamna cea tânără și moda آنسة على الموضة
- Zubeida - زبيدة Piesă despre femeile din Orient
- Fatima,فاطمة comedie în trei acte, scrisa de Sanua însuși în italiană în 1869-1870 și apoi tradusă de el în franceză și arabă
- Lanțurile sfărâmate,السلاسل المحطمة  piesă în spirit patriotic otoman, scrisă la origine în franceză la Paris în 1911
- Soțul necredincios comedie în italiană în original Il Marito Infidele - 1876, Cairo